# Baron Grey of Codnor
Baron Grey of Codnor ist ein erblicher britischer Adelstitel in der Peerage of England.
Der Titel heißt streng genommen nur Baron Grey, der Ortszusatz nach dem ursprünglichen Stammsitz der Barone, Codnor Castle, wird gewöhnlich nur zur Unterscheidung von den anderen Baronien Grey mitgenannt.

## Verleihung(en)
Der Titel wurde erstmals am 17. September 1397 für Richard Grey, Lord of Codnor geschaffen, indem er durch Writ of Summons zum königlichen Parlament einberufen wurde. Bereits sein Ururgroßvater Henry de Grey war am 6. Februar 1299 in das Parlament berufen worden, weshalb er und die direkten Nachfahren häufig bereits als Barone Grey bezeichnet werden. In dem Verfahren zur Aufhebung der Abeyance des Titels entschied das House of Lords jedoch 1989, dass nicht nachgewiesen werden könne, ob Henry de Grey und dessen Nachfolger tatsächlich an den Parlamentsversammlungen teilgenommen habe. Deshalb gilt erst der Writ of Summons von 1397 als Begründung des Titels Baron Grey of Codnor.
Die drei Söhne des 4. Barons starben kinderlos vor ihm, deshalb fiel der Titel bei dessen Tod am 8. April 1496 in Abeyance zwischen seinen Tanten bzw. deren Nachkommen. Dieser Ruhezustand wurde erst 1989 beendet, als der Titel auf dessen Antrag für Charles Cornwall-Legh wiederhergestellt wurde. Das hierfür zuständige Committee for Privileges des House of Lords kam im Rahmen des Verfahrens allerdings zu der Ansicht, dass der 1., 2. und 3. Baron zwar Writs of Summons erhalten hatten und in historischen Dokumenten auch Baron genannt wurden, aber daraufhin nur an Sitzungen des Kronrates teilnahmen, die formell nicht als ordentlichen Sitzungen des Parlamentes eingeordnet wurden. Das Committee bestätigte erst dem 4. Baron eine ordentliche Teilnahme am Oberhaus des Parlaments nach einem Writ of Summons im Jahr 1397 und erkannte erst dies als Zeitpunkt der Verleihung des Titels an. Cornwall-Legh wurde somit nicht als 8., sondern als 5. Baron Grey of Codnor bestätigt.
Heutiger Titelinhaber ist sein Sohn Richard Cornwall-Legh als 6. Baron.

## Liste der Barone Grey of Codnor (1397)
- Richard Grey, 1. Baron Grey of Codnor (um 1371–1418) (1397 zum Baron Grey of Codnor erhoben)
- John Grey, 2. Baron Grey of Codnor († 1430)
- Henry Grey, 3. Baron Grey of Codnor (um 1404–1444)
- Henry Grey, 4. Baron Grey of Codnor (um 1438–1496) (Titel abeyant 1496)
- Charles Cornwall-Legh, 5. Baron Grey of Codnor (1903–1996) (Abeyance beendet 1989)
- Richard Cornwall-Legh, 6. Baron Grey of Codnor (* 1936)

Voraussichtlicher Titelerbe (Heir apparent) ist älteste Sohn des aktuellen Titelinhabers, Hon. Richard Cornwall-Legh (* 1976).